# Bills Toronto Series

Logo officiel de la Bills Toronto Series.

Les Bills Toronto Series (traductible en français : série des Bills à Toronto) est une série de matchs de National Football League mettant en scène la franchise des Bills de Buffalo au Centre Rogers de Toronto au Canada, organisé de 2008 à 2013.
La série a été instaurée par le groupe incluant Ralph Wilson, propriétaire des Bills, Larry Tanenbaum de la société Maple Leaf Sports & Entertainment et le CEO (directeur général) Edward Samuel Rogers de Rogers Communications.

## Contexte

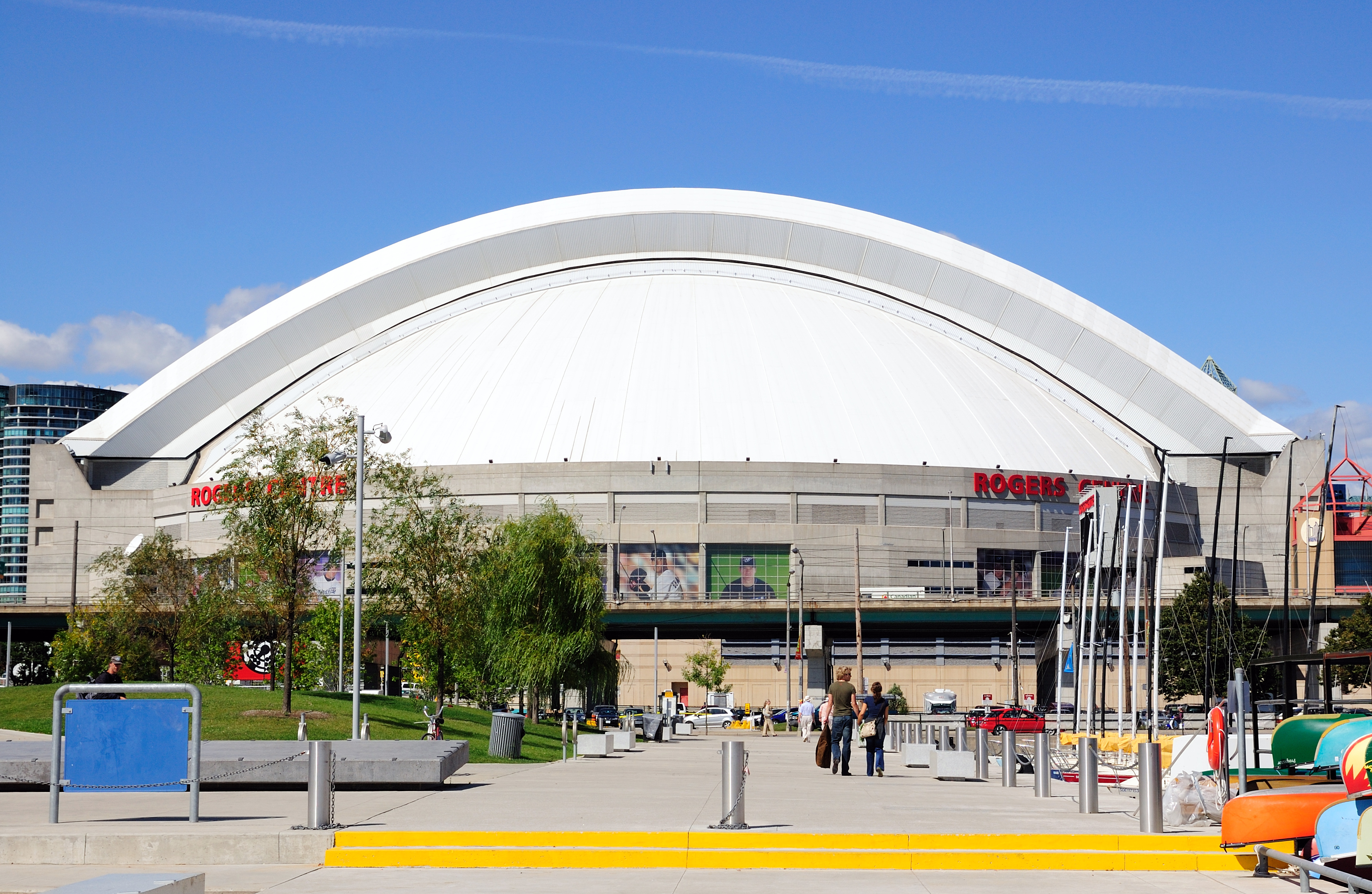
Centre Rogers de Toronto

Bien que des matchs d'exhibition de NFL ont été joués au Canada depuis 1950, aucun match de saison régulière n'a été joué sur le sol canadien jusqu'au premier match de la Bills Toronto Series en 2008. Certains matchs de saison régulière ont été disputés en dehors des États-Unis depuis 2005, avec le Fútbol Americano à Mexico pour une confrontation unique, ainsi que la série internationale de la NFL orchestrant plusieurs matchs chaque année depuis 2007 au Wembley Stadium. Néanmoins, ces deux événements ont été mis en place par les instances de la NFL, tandis que la Toronto Series est organisée indépendamment sous la responsabilité d'une franchise.
Toronto se trouve à 97 km à vol d'oiseau de Buffalo et 138 km par voie terrestre via la Queen Elizabeth Way. La plupart de la région du Sud de l'Ontario fait ainsi partie du territoire stratégique visé par le marketing des Bills. Entre 10 000 et 15 000 des spectateurs présents au Ralph Wilson Stadium, soit 15 à 20 % des places de l'enceinte, viennent de cette région. Pourtant, un sondage de 2012 organisé par la ligue montrent que les Bills arrivent en 3e position dans le cœur des Torontois, derrière les Steelers de Pittsburgh et les Patriots de la Nouvelle-Angleterre.
Les équipes sportives de Toronto et Buffalo entretiennent régulièrement des échanges. Les Argonauts de Toronto de Ligue canadienne de football jouent en 1951 au Civic Stadium. En basket-ball, un accord similaire à la série des Bills voit les Braves de Buffalo jouer 16 matchs de saison régulière de NBA au Maple Leaf Gardens de 1971 à 1975, tandis que les Raptors de Toronto font le chemin inverse en disputant un match de pré-saison au Marine Midland Arena de Buffalo en 1996, et une seconde confrontation annulée en 1998 en raison du lock-out de la NBA. Ces derniers envisagent un temps la possibilité de jouer des matchs supplémentaires à Buffalo. En baseball, les Blue Jays de Toronto se penchent sur la possibilité d'évoluer lors d'un match d'exhibition de MLB à Buffalo, ville hôte des Bisons de Buffalo, leur franchise triple-A affiliée, alors qu'ils ont déjà joué en 1987 contre les Indians de Cleveland au War Memorial Stadium.
La capacité d'accueil du Centre Rogers de 54 000 places est légèrement inférieure à celle d'un stade idéal pour la création d'une franchise de NFL viable à Toronto, étant donné que la moyenne des franchises est de 60 000 en 2011. Typiquement, le stade a une configuration baseball de 49 500 sièges pour les matchs des Blue Jays, alors qu'un aménagement permet d'atteindre 54 000 places pour le football américain.

## Historique

### Accord originel
En septembre 2006, Larry Tanenbaum de la société Maple Leaf Sports & Entertainment et le CEO Edward Samuel Rogers de Rogers Communications, société propriétaire du Centre Rogers, tiennent une conférence de presse pendant laquelle les deux hommes apportent l'idée d'implanter une franchise de NFL sur le sol canadien, à Toronto. Il n'est spécifié s'ils considèrent créer une nouvelle franchise pour Toronto ou envisagent plutôt délocaliser une équipe existante.
En octobre 2007, le propriétaire des Bills Ralph Wilson dépose une requête auprès des propriétaires de NFL pour autoriser son équipe à jouer à match au Canada « à domicile » par an, sur une période de cinq ans de 2008 à 2012. Le commissaire de NFL Roger Goodell approuve ainsi le concept, ajoutant également que les Bills peuvent également jouer trois matchs de pré-saison au Rogers Centre en 2008, 2010 et 2012, pour un total de huit confrontations à Toronto. En février 2008, Wilson évite les questions sur un possible déménagement permanent des Bills lors d'une discussion sur les prix jugés trop élevés des places pour la série de Toronto. L'accord que Wilson a conclu avec les deux personnalités de Toronto permet en effet à ces derniers de faire une offre d'achat pour prendre le contrat de n'importe quelle franchise de NFL disponible à la vente.
Rogers Communications révèle avoir payé 78 M CAD aux Bills sur leur compte-rendu financier du premier quadrimestre 2008, ce qui, d'après le magazine économique Forbes, représente plus ce que l'équipe a gagné en 2006. La série enregistre le record de revenus sur la vente des billets pour un match unique au Rogers Centre, avec une recette de 8 M CAD, surpassé quelque temps après par l'UFC 129. En février 2012, il est annoncé que le match de pré-saison prévu pour 2012 sera annulé et donc joué à Buffalo en raison des conflits d'horaire au Centre Rogers avec les Blue Jays de Toronto et un concert de Bruce Springsteen.

### Reconduction de contrat
Le 22 mai 2012, la NFL donne son approbation pour une extension de contrat de la Bills Toronto Series jusqu'en 2017 si les deux parties concernées s'entendent sur un accord. Le contrat, comprenant un match de saison régulière chaque année plus un match de pré-saison en 2015, est formalisé le 29 janvier 2013. Si les détails financiers de cette prolongation n'ont pas été dévoilés, il est probable que les montants soient largement à la baisse par rapport aux précédents 78 M CAD.
La série entrant dans sa seconde phase, un manque d’intérêt est perçu parmi les fans de Toronto et l'affluence au Centre Rogers se réduit lors de la venue des Bills. Lors des quatre premières années, il est suspecté qu'un important nombre d'invitations a été donné afin de remplir les tribunes du stade. L'affluence chute considérablement de 50 000 à 40 000 spectateurs pour le match de 2012, et passe sous la barre des 40 000 en 2013, première année du renouvellement de contrat. En effet, lors de l'annonce de prolongation, l’événement est présenté comme un simple marché lucratif pour la NFL et Rogers Communication, ainsi qu'une amélioration des recettes des Bills, sans aucun indice laissé pour un possible déménagement de la franchise.

### Critiques à Buffalo
Avec l'avenir des Bills mis en doute en raison des résultats décevants, les réactions des fans de Buffalo vis-à-vis de la série de Toronto est passée d'un refus catégorique (étant donné qu'ils perdent l'occasion d'aller voir un match à domicile au Ralph Wilson Stadium) à une acceptation à contrecœur, si l'on considère que cet événement peut récolter des revenus pour leur équipe. La plupart refusent néanmoins de se déplacer au Canada pour assister au match. Parmi les objections envers cette délocalisation annuelle, il est reproché que la ville canadienne soit un lieu neutre dénué de l'énergie d'un public à domicile, et proposant également une pelouse de moindre qualité. Le CEO des Bills Russ Brandon déclare que la faute repose également sur les épaules de l'effectif, l'équipe n'étant pas réputée compétitive depuis que la série de matchs a été lancée,.
Russ Brandon retient néanmoins une source de satisfaction : la part d'affluence des fans canadiens au Ralph Wilson Stadium grimpe de 11 % à 20 % avec le nouvel accord. Il relève également que les marchés de l'Ontario du Sud, de Toronto et du Grand Toronto sont alors le second marché de la franchise. La mise en place de cet événement est alors reconnu comme un profond effort de régionalisation de la franchise,. La mort du CEO de la franchise le 25 mars 2014 relance les rumeurs d'une possible délocalisation à temps plein des Bills vers la ville canadienne.

### Annulation
À la suite du premier match de 2013, après le renouvellement de contrat, Brandon remet en question l'avenir de la série, avançant qu'il compte refondre minutieusement l’événement. Il considère le marché torontois comme un défi à relever pour les Bills et avoue que la série n'a pas abouti sur une assez bonne proportion de victoires. Le bilan pointe en effet à cette époque à une victoire pour cinq défaites en match officiel. Alors qu'on le questionne sur une éventuelle annulation de l'évènement malgré les dernières années sous contrat, le directeur général répond que toute éventualité allait être étudiée. Les rapports laissent entendre qu'une telle résiliation nécessiterait l'accord des deux parties. Pourtant, Brandon souligne que du côté des bénéfices financiers des matchs sur le sol canadien, si le Ralph Wilson Stadium était privé des recettes d'un match à domicile et de 70 000 entrées potentielles, seuls deux confrontations sur le sol de Buffalo ont été joués à guichets fermés. Suivant ce raisonnement, il conclut que la série de Toronto est une partie non négligeable du processus de viabilisation de la franchise.
Le 5 mars 2014, les Bills et Rogers Communications communiquent lors d'une déclaration conjointe l’ajournement d'un an du match de saison régulière de la série 2014 de Toronto. Brandon considère ce report comme une opportunité pour mieux les faire évoluer dans le futur, afin d'avoir un contingent de supporteurs mieux ancré et revenir à Toronto pour ressentir une atmosphère à domicile plus poussée,. Selon Keith Pelley, président de Rogers Communication, le contrat entre les Bills et Rogers n’est pas invalidé mais toujours en vigueur. Ainsi, le match de 2015 est toujours planifié, alors que les négociations entre les deux parties sont toujours prévues. Finalement, cet événement est annulé, comme l'annonce officiellement Brandon le 3 décembre 2014, alors qu'il était prévu qu'il perdure jusqu'en 2017.

## Historique des éditions

### Matchs de pré-saison
| Date         | Visiteur               | Score   | Hôte             | Lieu                   | Spectateurs |
| ------------ | ---------------------- | ------- | ---------------- | ---------------------- | ----------- |
| 14 août 2008 | Steelers de Pittsburgh | 21 - 24 | Bills de Buffalo | Centre Rogers, Toronto | 48 434      |
| 19 août 2010 | Colts d'Indianapolis   | 21 - 34 | Bills de Buffalo | Centre Rogers, Toronto | 39 583      |

### Matchs de saison régulière
| Date              | Visiteur               | Score        | Hôte             | Lieu                   | Spectateurs |
| ----------------- | ---------------------- | ------------ | ---------------- | ---------------------- | ----------- |
| 7 décembre 2008   | Dolphins de Miami      | 16 - 3       | Bills de Buffalo | Centre Rogers, Toronto | 52 134      |
| 3 décembre 2009   | Jets de New York       | 21 - 34      | Bills de Buffalo | Centre Rogers, Toronto | 51 567      |
| 7 novembre 2010   | Bears de Chicago       | 22 - 19      | Bills de Buffalo | Centre Rogers, Toronto | 50 746      |
| 30 octobre 2011   | Redskins de Washington | 0 - 23       | Bills de Buffalo | Centre Rogers, Toronto | 51 579      |
| 16 décembre 2012  | Seahawks de Seattle    | 50 - 17      | Bills de Buffalo | Centre Rogers, Toronto | 40 770      |
| 1er décembre 2013 | Falcons d'Atlanta      | 34 - 31 [OT] | Bills de Buffalo | Centre Rogers, Toronto | 38 969      |